# Elsa von Freytag-Loringhoven
Elsa Hildegarda von Freytag-Loringhoven, baronessa (z domu Plötz; ur. 12 lipca 1874 – zm. 14 grudnia 1927) – niemiecka artystka awangardowa, poetka dadaistyczna, tworząca głównie w Nowym Jorku.
Jej dadaistyczne wiersze zostały pośmiertnie wydane w książce Body Sweats: The Uncensored Writings of Elsa von Freytag-Loringhoven w 2011 roku. „The New York Times” ocenił tę publikację jako jedną z najważniejszych książek o sztuce roku 2011.

## Życiorys

### Wczesne życie
Elsa Plötz urodziła się w Świnoujściu, w ówczesnych Niemczech, jako córka Adolfa Plötza i Idy Marie Kleist. Elsa często podkreślała dominującą w rodzinie rolę wszystko kontrolującego ojca. Ich relacja miała być burzliwa, a ojciec zarówno okrutny, jak i o wielkim sercu. W swojej sztuce baronessa krytycznie odnosiła się do ówczesnych struktur społecznych, które podkreślały męski autorytet w rodzinie i umacniały system patriarchalny.
Elsa uczyła się i pracowała jako tancerka w wodewilach. Studiowała sztukę w Dachau, niedaleko Monachium.
W 1901 roku poślubiła w Berlinie miejscowego architekta Augusta Endella i przyjęła jego nazwisko. Para żyła w otwartym związku. W 1902 roku Elsa związała się z przyjacielem męża – mało znanym poetą i tłumaczem Felixem Paulem Grevem, znanym później jako Frederick Philip Grove. Po podróży we troje do Palermo na Sycylii małżeństwo Endellów rozpadło się pod koniec stycznia 1903 roku. Rozwód orzeczono w 1906 roku. Elsa pośłubiła Felixa Greve w 1907 roku, w Berlinie.

### Przeprowadzka do Ameryki

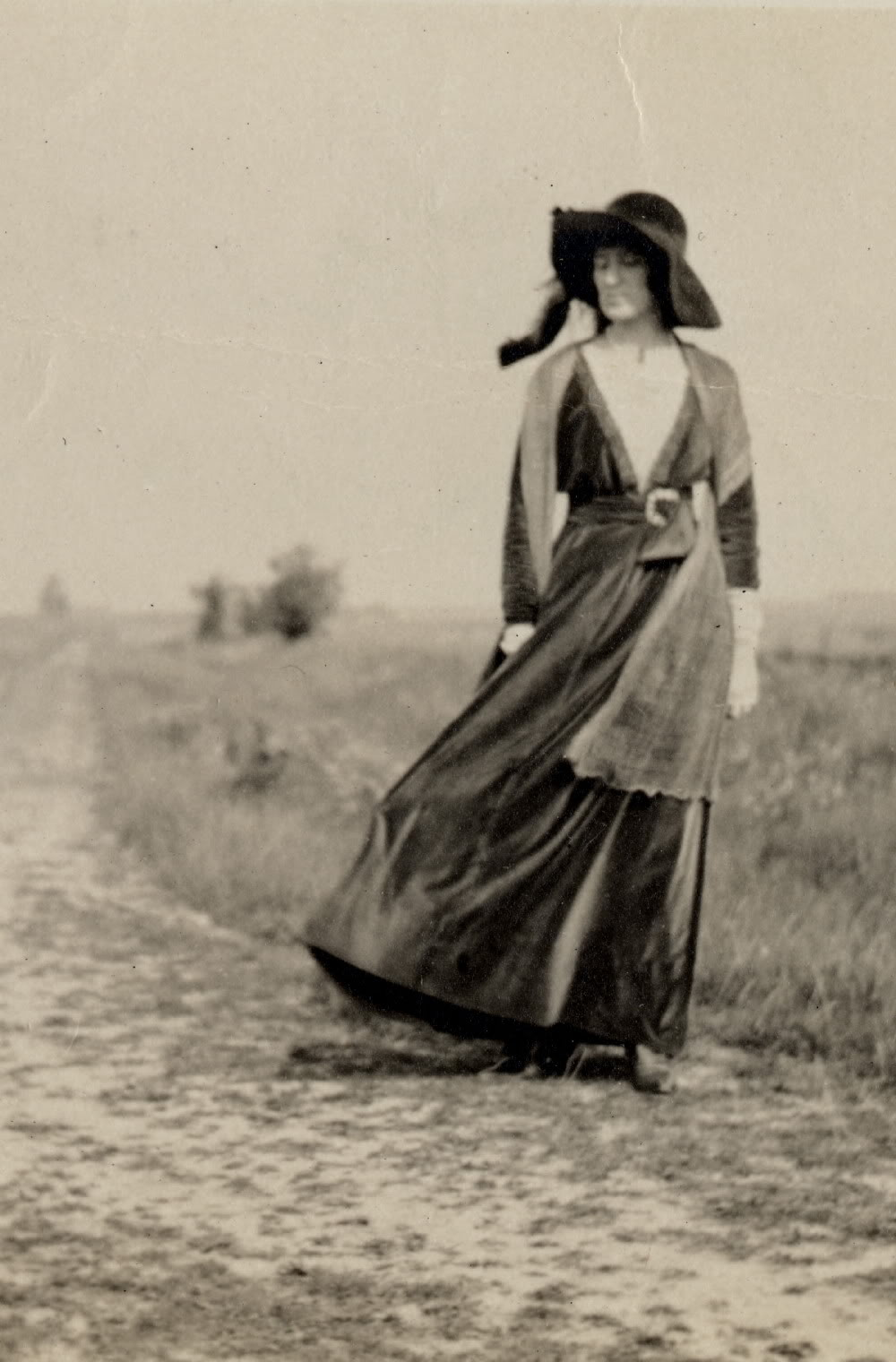
Freytag-Loringhoven (zdjęcie sprzed 1923)

W 1909 roku, Elsy mąż, Felix, wpadł w poważne kłopoty finansowe. Z pomocą Elsy zaaranżował samobójstwo i pod koniec lipca 1909 roku wyjechał do Stanów Zjednoczonych. W lipcu 1910 roku dołączyła do niego Elsa. Małżonkowie rozpoczęli nowe życie w Stanach Zjednoczonych i zaczęli prowadzić małą farmę w Sparcie, w stanie Kentucky, niedaleko Cincinnati. W 1911 roku Greve opuścił farmę i udał się na Zachód. Nie ma zapisów na temat rozwodu Elsy z Grevem. Aby się utrzymać, Elsa zaczęła pracować jako modelka dla artystów w Cincinnati i udała się na Wschód przez Zachodnią Wirginię i Filadelfię. W listopadzie 1913 roku, już w Nowym Jorku, poślubiła trzeciego męża – niemieckiego barona Leopolda von Freytag-Loringhovena (syna Hugona von Freytag-Loringhovena). W późniejszych latach stała się znana jako dadaistycznana baronessa Elsa von Freytag-Loringhoven.
W 1923 roku Elsa wróciła do Berlina, spodziewając się tam lepszych warunków finansowych – zamiast tego zastała zdewastowane gospodarczo Niemcy po I wojnie światowej. Kilkoro przyjaciół ze społeczności emigrantów, w szczególności Djuna Barnes, Berenice Abbott i Peggy Guggenheim, zapewniło jej wsparcie emocjonalne i finansowe.

### Śmierć
Stabilność życiowa i psychiczna Freytag-Loringhoven poprawiła się, kiedy ona sama przeprowadziła się do Paryża. Zmarła 14 grudnia 1927 roku w swoim mieszkaniu w wyniku uduszenia gazem. Okoliczności jej śmierci pozostają niejasne.
W 1943 roku prace Freytag-Loringhoven znalazły się na wystawie Guggenheima zatytułowanej Exhibition by 31 Women (Wystawa 31 kobiet) w galerii Art of This Century w Nowym Jorku.

## Twórczość
W Nowym Jorku Elsa utrzymywała się z pracy w fabryce papierosów lub jako modelka pozująca dla artystów, takich jak Louis Bouché, George Biddle, Man Ray czy Theresa Bernstein.

### Poezja

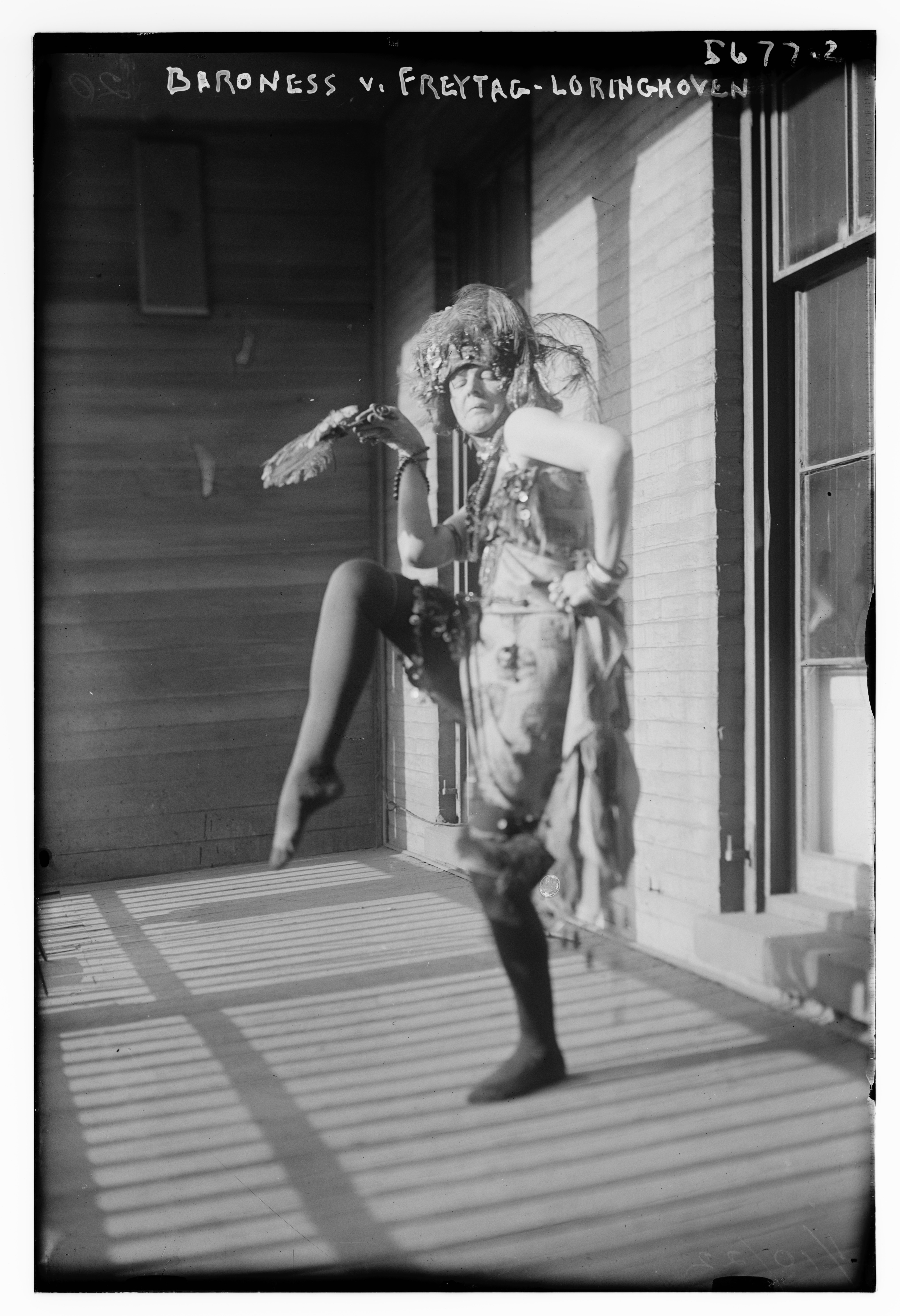
Baroness Elsa von Freytag-Loringhoven

Poezja baronessy ukazała się – po licznych staraniach – na łamach progresywnego magazynu „The Little Review”, gdzie od 1918 roku jej prace były publikowane m.in. obok Ulissesa Jamesa Joyce’a. Jane Heap uważała baronessę za „pierwszą amerykańską dada”. Elsa była również pionierką poezji dźwiękowej. W swoich wierszach twórczo wykorzystywała znaki interpunkcyjne, przede wszystkim myślniki. Aranżowała formy poetyckie również za pomocą portmanteau czy kreatywnych zrostów, czyli zbitek wyrazowych; co można zauważyć w takich wierszach jak Kissambushed i Phalluspistol. Znaczna część jej wierszy pozostawała nieopublikowana do czasu pojawienia się książki Body Sweats pod redakcją Irene Gammel i Suzanne Zelazo. Manuskrypty, listy i inne osobiste dokumenty Elsy zostały zachowane przez jej partnerkę i współpracowniczkę artystyczną Djunę Barnes. W 1973 roku Biblioteka Uniwersytetu Maryland nabyła prace baronessy wraz z dziełami Djuny, a następnie wyodrębniła prace Elsy i potraktowała je jako indywidualną kolekcję. Zawiera ona korespondencje, wiersze wizualne i inne dzieła artystyczne i literackie artystki. Zbiory specjalne University of Maryland udostępniają obszerne archiwum cyfrowe jej rękopisów.

### Kolaż, performance i asamblaż

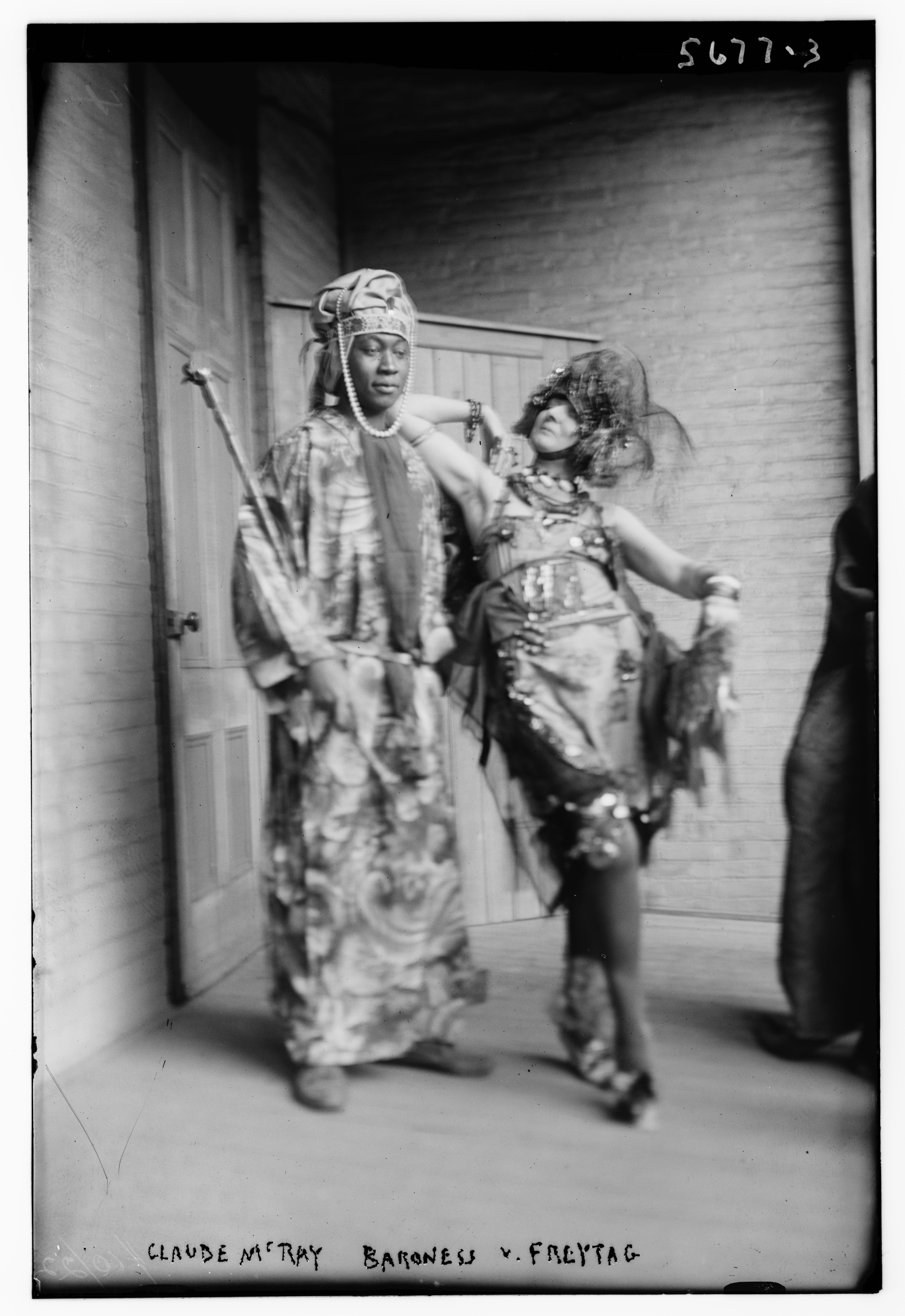
Claude McRay (i.e. McKay) i Baroness von Freytag-Loringhoven, przed 1928

Podczas pobytu w Nowym Jorku baronessa tworzyła również asamblaże, rzeźby i obrazy, dzieła sztuki z części AGD, rur hydraulicznych oraz śmieci, które zbierała na ulicy. Elsa znana była z konstruowania wyszukanych kostiumów ze znalezionych przedmiotów, tworzących „rodzaj żywego kolażu”, zacierającego granice między życiem a sztuką.
Pełne detali kostiumy baronessy były swoistym komentarzem do czasów, w których żyła, i rzucały wyzwanie ugruntowanym wśród burżuazji pojęciom kobiecego piękna i wartości ekonomicznej. Artystka ozdabiała się przedmiotami użytkowymi, takimi jak łyżki, puszki i kółka do zasłon, a także gruz uliczny. Wykorzystanie własnego ciała jako medium było celowe i stanowiło rodzaj spektaklu. Formy i reprezentacji, które kobietom odzianym w ograniczenia ich czasów wydawały się upokarzające. Elsa wyrażała swoją podmiotowość w obszarze wizualnego dostępu do własnej nagości. Przełamywała wykreowany społecznie obraz reprezentacji kobiety, ukazując się jako postać androgeniczna. Sprzeciwiała się konsumpcjonizmowi oraz panującym ówcześnie kanonom estetycznym. Jej ciało nie było jedynie ruchomą rzeźbą czy żywym kolażem, ale także formą dadaistycznej sztuki performansu oraz aktywizmu.
Niewiele dzieł sztuki jej autorstwa przetrwało do dzisiaj. Te, które pozostały w kolekcjach, to found objects (ready-made) zatytułowane: Enduring Ornament (1913, najwcześniejsza znana praca baronessy), Earring-Object (ok. 1917–1919), Cathedral (ok. 1918) i Limbswish (ok. 1920). Whitney Museum w Nowym Jorku odkryło baronessę na nowo w 1996 roku wyjawiając na światło dziennej jej kolejny asamblaż Portret Marcela Duchampa (1920–1922).
Nowe badania historyków sztuki wskazują, że niektóre dzieła przypisywane artystom tamtego okresu były, m.in. słynna Fontanna Duchampa, częściowo, a niektóre nawet w całości stworzone zostały przez baronessę. The Philadelphia Museum of Art, w kolekcji którego jest praca God (1917), przypisywana wyłącznie Mortonowi Livingstonowi Schambergowi, podaje obecnie baronessę jako współautorkę. Amelia Jones zasugerowała, że koncepcję i tytuł tego dzieła stworzyła von Freytag-Loringhoven, najprawdopodobniej zostało jednak ono skonstruowane przez nich oboje.
Rzeźba, stworzona z fragmentów żeliwnych rur kanalizacyjnych, przypomina formę falliczną.

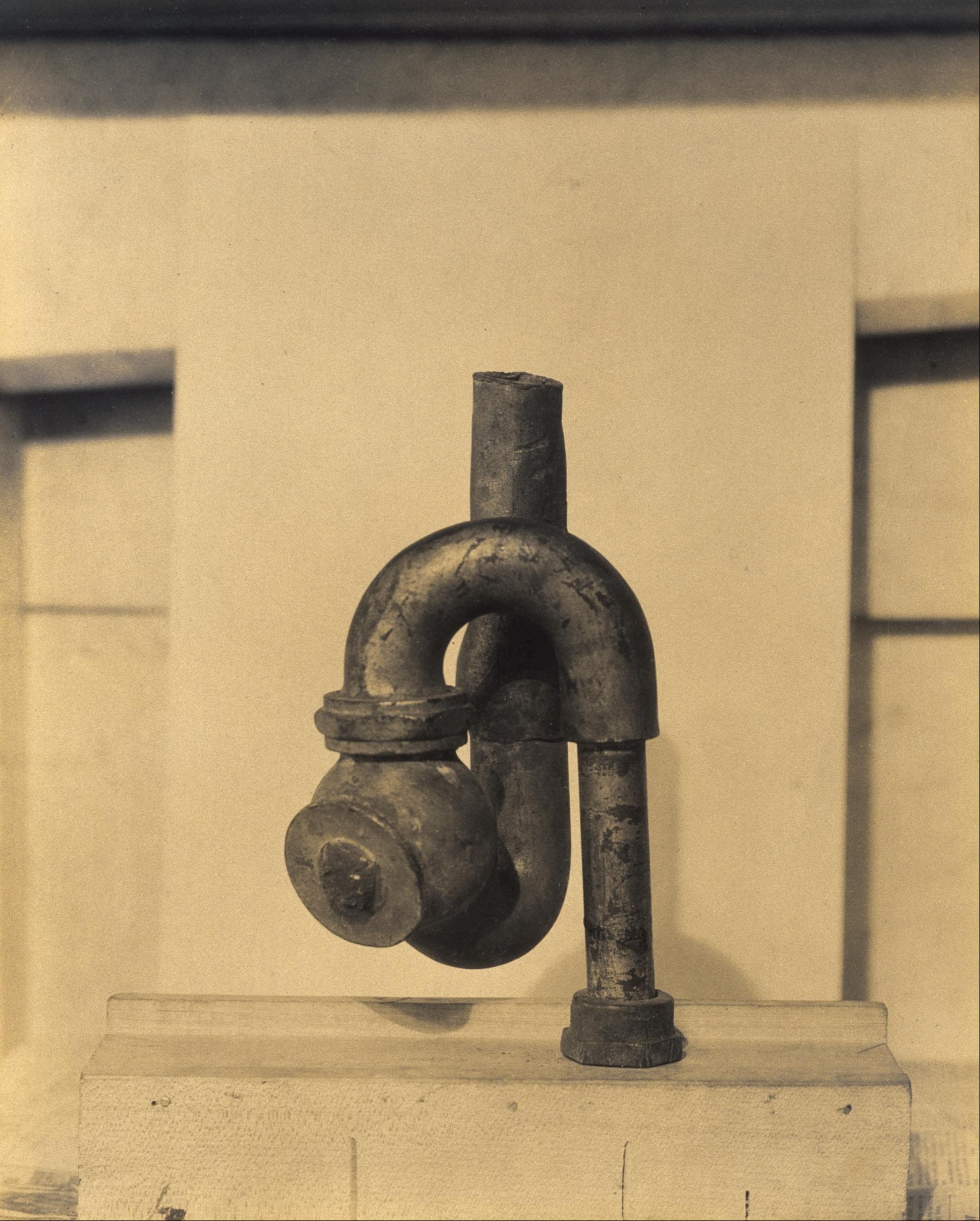
God (1917), Baroness Elsa von Freytag-Loringhoven i Morton Livingston Schamberg, żelatynowy wydruk srebrowy, Museum of Fine Arts, Houston

### Fontanna
Jednym z najbardziej znanych ready-made jest Fontanna Marcela Duchampa (1917). Domniemywa się, że baronessa też miała związek z powstaniem owego ready-made. Przekonanie to poparte jest „dowodami poszlakowymi”. W sporej mierze opierają się one na liście Duchampa do siostry Suzanne (datowanym na dzień 11 kwietnia 1917 roku), w którym artysta nawiązuje do słynnego ready-made słowami: „Jedna z moich przyjaciółek, pod męskim pseudonimem Richard Mutt, wysłała porcelanowy pisuar jako rzeźbę”. Duchamp nigdy nie podał nazwiska swojej przyjaciółki, ale uczeni doszukują się jego pod kilkoma postaciami: Richarda Mutta – wczesnego alterego Duchampa, Rose Sélavy, Elsy von Freytag-Loringhoven, lub bliskiej przyjaciółki artysty – Louise Norton. „Należy jednak podkreślić, że Duchamp napisał «wysłane», a nie «zrobione», a jego słowa nie wskazują no to, że sugeruje, że ktoś inny był twórcą dzieła”.

## Biografie
Baronowa była jedną z „terrorystek-zjaw dzielnicy” – napisała Djuna Barnes w niedokończonej biografii baronessy. W Irrational Modernism: A Neurasthenic History of New York Dada Amelia Jones przedstawia rewizjonistyczną historię dada w Nowym Jorku na podstawie życia i twórczości baronessy. Biografia z 2002 roku Baroness Elsa: Gender, Dada and Everyday Modernity, autorstwa Irene Gammel, przedstawia artystyczną wirtuozerię awangardowej baronessy. Autorka książki bada i przytacza osobiste i artystyczne relacje Elsy z Djuną Barnes, Berenice Abbott i Jane Heap, a także z Marcelem Duchampem, Man Rayem i Williamem Carlosem Williamsem. Pokazuje baronessę przełamującą wszelkie erotyczne granice czy upajającą się anarchistycznym performansem. Biografia przedstawia Elsę taką, jaką widziała ją jej przyjaciółka, Emily Coleman, „nie jako świętą czy szaloną kobietę, ale jako kobietę genialną i samotną”.
W 2013 roku artyści Lily Benson i Cassandra Guan wyreżyserowali eksperymentalny film biograficzny o baronessie The Filmballad of Mamadada, który miał swoją premierę na Międzynarodowym Festiwalu Dokumentalnym w Kopenhadze i został opisany przez „Art Forum” jako „zabawny i chaotyczny eksperyment, który stawia sobie za zadanie powrotu do wielkiej zbiorowej narracji poprzez postqueerowy populizm YouTube’a i crowdsourcingu”.
W sierpniu 2002 roku aktorka Brittany Murphy wcieliła się w Elzę podczas sesji zdjęciowej Jeffa Riedela do „New York Timesa”.

## Baronessa w Polsce
Od 2018 roku w Polsce przyznawana jest międzynarodowa Nagroda Sztuki im. Marii Anto i Elsy von Freytag-Loringhoven dla artystek sztuk wizualnych, powołana przez Fundację Miejsce Sztuki Fundatorką i inicjatorką nagrody jest polska artystka Zuzanna Janin.
Patronkami Nagrody są polska malarka Maria Anto (1936–2007) oraz Elsa von Freytag-Loringhoven (1874–1927). Nagrodę przyznaje się corocznie.
18 października 2020 roku z inicjatywy polskiej artystki i wykładowczyni ASP w Krakowie Iwony Demko oraz kuratorki Renaty Kopyto, dyrektorki krakowskiego Domu Norymberskiego, otwarto w tymże Domu wystawę czasową pt. Lady Dada, poświęconą życiu i sztuce baronessy von Freytag-Loringhoven. Wystawa, która jest częścią projektu Lady Dada: Elsa von Freytag-Loringhoven, prezentuje artystki i artystów, którzy w swych twórczych przedsięwzięciach czerpią z działalności artystycznej Elsy von Freytag-Loringhoven lub wchodzą z nią w inspirowany bądź krytyczny dialog.
W dyskusji online zatytułowanej Wojna o pisuar. Kto był autorem przełomowego dzieła w sztuce XX wieku?, która towarzyszyła wystawie i odbyła się 20 października 2020, wypowiadały się biografki, naukowczynie oraz artystki związane z dadaizmem. Były to: Irene Gammel – autorka biografii von Freytag-Loringhoven i współautorka tekstów o baronessie, dyrektorka Centrum Literatury Współczesnej i Badań Kulturowych na Uniwersytecie Ryerson w Toronto w Kanadzie, Zuzanna Janin – artystka, fundatorka Nagrody Sztuki im. Marii Anto i Elsy von Freytag-Loringhoven, Anna Markowska – historyczka i krytyczka sztuki, profesorka Uniwersytetu Wrocławskiego, autorka książki Dlaczego Duchamp nie czesał się z przedziałkiem.
W 2020 r. Blanka Rolando wydała tom poezji Ostańce. Dwa z 27 wierszy zostały poświęcone Elsie: Go od. Elsie von Freytag-Loringhoven i Cheraw. Drugi wiersz rozpoczyna cytat z wiersza Elsy, który dedykowała Djunie Barnes.